# Собаче життя
«Собаче життя» (англ. A Dog’s Life) — американська короткометражна кінокомедія режисера Чарльза Чапліна 1918 року.

## Сюжет
«Собаче життя» — перший фільм Чапліна, на який пішло три бабіни кіноплівки, що на ті часи складало надзвичайно великий обсяг вихідного матеріалу. Це також перша і остання поява в кіно собаки по кличці Мат. «Собаче життя» — це не тільки історія дворняжки і бродяги, яким, незважаючи ні на що, вдається вибратися з смітників. Це ще гумор і фарс, які як і раніше смішать глядачів.

## У ролях
- Чарлі Чаплін — бродяга
- Една Первіенс — співачка
- Том Вілсон — поліцейський
- Генрі Бергман — товста дама в кафе / безробітний
- Сідні Чаплін — продавець сосисок
- Чарльз Райснер — клерк / комівояжер
- Біллі Вайт — господар кафе
- Альберт Остін — злодій
- Бад Джемісон — злодій
- Джеймс Келлі — пограбований прохожий
- Тед Едвардс — безробітний чоловік